# Hudinfektion

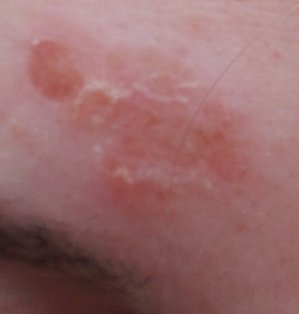
Hudinfektion orsakad av stafylokocker

Hudinfektioner (pyodermi) är ett samlingsnamn på olika hudsjukdomar som orsakas  av bakterier, oftast stafylokocker, som resulterar i att var bildas.

## Symptom
Infektionen visar sig inledningsvis i regel som små röda prickar eller sår. Om dessa ej behandlas så expanderar pricken/såret förhållandevis snabbt. Det behöver inte dröja mer än 2–3 dagar från smittotillfället, förrän såret vuxit till sig och blåsor uppstår. Bakterierna frodas i värme och fukt. Att använda plåster kan vara nödvändigt för att inte smitta omgivningen, men ett tätt slutet plåster skapar en perfekt miljö för bakterierna att frodas i.

## Smittorisk
Hudinfektioner är mycket smittsamma vid beröring. Handdukar, sängkläder och kläder som ligger mot smittområdet bör bytas varje dag och bör ej komma i kontakt med någon annan. Såren kliar och detta leder ofta till att smittbäraren kliar på smittade områden och sprider bakterierna vidare. Infektionen sprider sig bara vid direktkontakt, så om smittbäraren tvättar händerna ofta och använder handsprit, så kommer smittorisken att reduceras kraftigt.

## Behandling
Helst bör läkare kontaktas direkt vid första symptom. Finns ej möjlighet till läkarbesök så går det att behandla på egen hand, om behandlingen påbörjas direkt. Behandlingen består då i att tvätta såret 3–5 gånger om dagen, att torka ut såret och använda antibakteriell kräm på och runt såret. MICROCID är en sådan kräm som finns att köpa receptfritt på apoteket.
Om såret fortsätter växa trots behandling, om smittan sprider sig till flera olika ställen eller om såren inte har minskat efter 5–7 dagars behandling, så bör hjälp av läkare sökas. Behandlingen kommer då med största säkerhet att bestå av någon typ av flukloxacillin som bör pågå i 2–5 dagar.